# Omphaletis acontoura
Omphaletis acontoura là một loài bướm đêm trong họ Noctuidae.